# Hugh Skinner

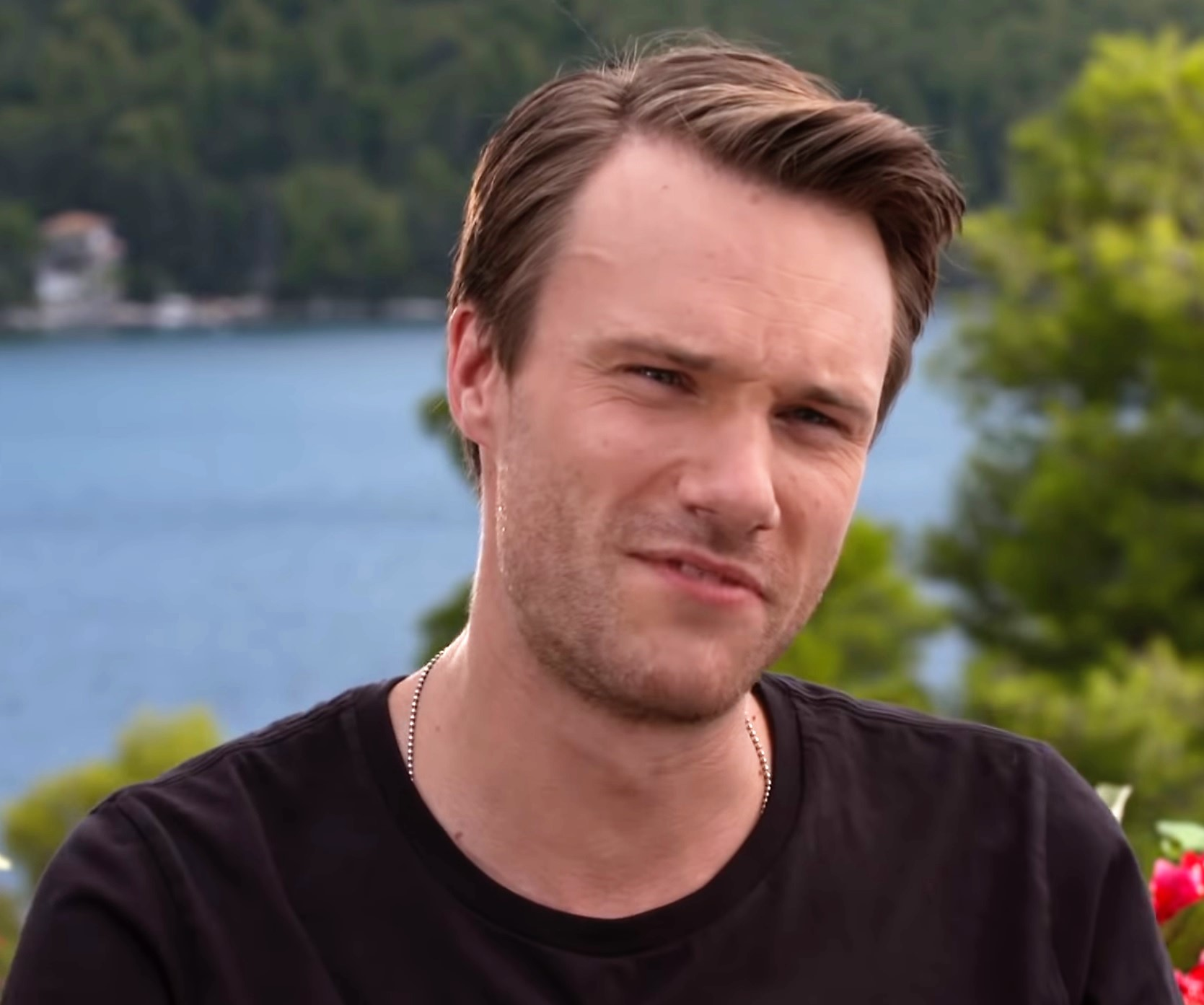
Hugh Skinner (2018)

Hugh Skinner (* 6. Januar 1985 in London) ist ein britischer Schauspieler.

## Leben
Skinner wuchs in London, Tunbridge Wells und Eastbourne auf. Von 1998 bis 2003 besuchte er das Eastbourne College, wo er Chorknabe war. Mit 18 Jahren kam er an die London Academy of Music and Dramatic Art, wo er für drei Jahre studierte.
Skinner ist offen schwul.

## Karriere
Skinners erste bezahlte Theaterrolle war 2007 in French Without Tears mit dem English Touring Theatre. Seine ersten Fernsehrollen folgten in zwei BBC-Serien, 2008 in einer Adaption des Romans Tess von den d’Urbervilles und 2010 in Any Human Heart – Eines Menschen Herz. In einem Film war er erstmals 2012 in Les Misérables zu sehen.
2013 spielte er in der Musical-Adaption von American Psycho im Londoner Almeida Theatre, auf deren Albumrelease 2016 er vertreten ist, und begann in einer Serienhauptrolle für W1A zu drehen, die von 2014 bis 2017 erschien.
Von 2016 an spielte Skinner Hauptrollen in den Comedy-Serien The Windsors als parodistische Version von Prince William und Fleabag als Exfreund der Protagonistin, dargestellt von Serienschöpferin Phoebe Waller-Bridge, deren zweite Staffel 2019 folgte. 2016 erschien er auch in der zweiten Staffel von Poldark und 2017 in der ersten Staffel von Harlots.
2018 verkörperte Skinner in der Filmmusical-Fortsetzung Mamma Mia! Here We Go Again eine jüngere Version der Figur Harry von Colin Firth. Im Film singt er mit Lily James als junge Donna Waterloo und wurde hierfür im Mai 2021 in seiner Heimat mit einer Silbernen Schallplatte ausgezeichnet. Außerdem hat er einen kleinen Part bei Why Did it Have to be Me, mit denen er auch auf dem Soundtrack-Album vertreten ist. Hierfür erhielt er im UK eine Goldene Schallplatte.
2023 wurde Skinner in der dritten Staffel von The Witcher als Prinz Radovid neben Joey Batey Teil der ersten schwulen Liebesgeschichte der Serie. Ende 2024 kehrte er nach fast zehn Jahren auf die Bühne zurück in einer Produktion von The Importance of Being Earnest von Max Webster für das Royal National Theatre, in der er die Titelrolle Earnest bzw. John Worthing neben Ncuti Gatwa und Sharon D. Clarke spielt.

## Theaterauftritte
- 2007: French Without Tears
- 2007: Die Gewehre der Frau Carrar
- 2007: The Enchantment
- 2008: Angry Young Man
- 2009: The Great Game
- 2009: suddenlossofdignity.com
- 2009: 2 May 1997
- 2010: ’Tis Pity She’s a Whore
- 2011: Where’s My Seat?
- 2011–2012: You Can’t Take It with You
- 2012: Wild Oats
- 2013: Pastoral
- 2013–2014: American Psycho (Adaption von American Psycho)
- 2014: Thérèse Raquin (Adaption von Thérèse Raquin)
- 2014: Der Kirschgarten
- 2015: Der Process (Adaption von Der Process)
- 2024–2025: The Importance of Being Earnest

## Filmografie (Auswahl)

### Filme
- 2012: Les Misérables
- 2013: The Wipers Times
- 2015: Bugsplat!
- 2015: Kill Your Friends
- 2017: Hampstead Park – Aussicht auf Liebe
- 2017: Star Wars: Die letzten Jedi
- 2018: Mamma Mia! Here We Go Again
- 2018: Zog (Synchronstimme)
- 2019: Steven Berkoff’s Tell Tale Heart
- 2020: Verrückt nach Figaro (Falling for Figaro)
- 2022: The Invitation – Bis dass der Tod uns scheidet (The Invitation)
- 2023: Kleine schmutzige Briefe (Wicked Little Letters)
- 2024: Marcello Mio

### Fernsehserien
- 2007: Bonkers (1 Episode)
- 2008: Tess von den d’Urbervilles (4 Episoden)
- 2010: Any Human Heart – Eines Menschen Herz (2 Episoden)
- 2011: Law & Order: UK (1 Episode)
- 2013: Our Zoo (4 Episoden)
- 2014–2017: W1A (Hauptrolle, 14 Episoden)
- 2016, 2019: Fleabag (6 Episoden)
- 2016–2020: The Windsors (20 Episoden)
- 2016: Poldark (4 Episoden)
- 2017–2018: Harlots – Haus der Huren (8 Episoden)
- 2018: The Romanoffs (1 Episode)
- 2020: Little Birds (6 Episoden)
- 2022: Ellie & Natasia (2 Episoden)
- 2023: The Witcher